# 화수1화평동
화수1·화평동(花水1·花平洞)은 인천광역시 동구에 위치한 행정동이다. 법정동으로는 화수동의 일부와 화평동을 관할하고 있다.

## 역사
1882년 5월 22일 고종 19년 한국과 미국이 최초로 화수동 128에서 한국의 신헌 대사와 미국의 슈벨트 제독 간에 《한미수호통상조약》을 조인한 역사적인 장소로서 화수동으로 불리기 시작했다.
1913년 12월 인천부 부내면이라 했고, 이듬해 4월 인천부 신화수리로 불리다가 일제 때인 1937년 정회제 실시로 화수정이 되었다. 해방후 1946년 1월 1일 동명개정으로 지금의 명칭인 화수동이 되었고, 1951년 화수동이 화수1,2,3동, 송현4동으로 개칭된 적도 있었으나 1968년 1월 1일 구직제 실시에 따라 화수1,3동으로 분동되었다가 1977년 5월 10일 화수동을 이루게 되었다. 또한 화평동은 1895년 인천부 부내면 평동이었으나 그 후 1914년 화촌면과 함께 화평리로 통합되었고 1936년 인천부 화평면으로 개칭되었다가, 1946년 경기도 인천시 화평동으로 개칭되었다. 화수1동과 화평동은 1998년 10월 27일 화수1·화평동으로 통합되었다.
화수1동과 화평동은 1998년 10월 27일 화수1·화평동으로 통합되어 15통 73반이었으나 2002년 영풍아파트와 화도진그린빌주공아파트의 완공 및 입주에 따라 19통 91반으로 변경되었다.

## 교육
- 화도진도서관

## 문화
- 화도진공원

## 같이 보기
- 화수동 - 행정적으로 화수2동만 관할하며, 관내에는 법정동인 송현동도 포함됨.